# Шпігель Бруно Альфредович
Бруно Альфредович Шпігель (29 серпня 1897 - 1940) — російський і радянський тенісист, тренер з тенісу.

## Біографія
Народився в 1897 році. Був членом Петроградського гуртка любителів спорту, а потім і Парголовського товариства любителів лаун-тенісу. Був одружений з Тамірою Суходольською, чемпіонкою СРСР в одиночному і змішаному парному розряді.
Переможець першого чемпіонату СРСР в парному розряді (1924, разом з Євгеном Кудрявцевим). Чемпіон Петрограда і Ленінграда в парному (1923-24) і змішаному (1928) розрядах. Учасник матчів Москва - Петроград - Ленінград (з 1920 по 1932 рік). Обіймав дев'яту позицію в Класифікації найсильніших тенісистів СРСР (1930).
Займався тренерською діяльністю. Серед його підопічних - Г. Коровіна, 16-разова чемпіонка СРСР в одиночному, жіночому і змішаному парному розрядах і М. Капшанінова.
Двічі незаконно піддавався арештам (1920, 1938) .
Був особисто знайомий з тенісисткою Наталією Суворіною, онукою театрального критика і журналіста Олексія Суворіна, яка дала почитати Шпігелю газети білих, в результаті його місце проживання було піддано обшуку і йому довелося вказати на Суворіну, яка була заарештована і померла у в'язниці від дизентерії   .
Помер в таборі. Реабілітований посмертно (1989) .